# Belvedèrepaleis

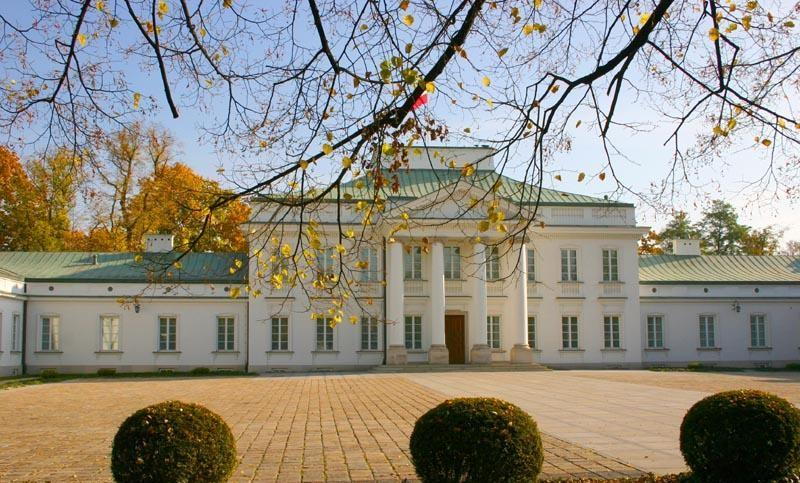
Het Belvédèrepaleis

Het Belvedèrepaleis (Pools: Pałac Belwederski) is een paleis in Warschau gelegen in het Łazienki-Park.

## Geschiedenis
Al sinds de 17de eeuw stond op de plek van het Belvedère het paleis van de Litouwse grootkanselier graaf Krzystof Pac. Door het mooie uitzicht kreeg het paleis de naam Belvedère. In de eerste helft van de 18de eeuw werd het paleis verbouwd in een barokke stijl door de familie Lubomirski. De laatste Poolse koning Stanisław August Poniatowski kocht het in 1767 en gebruikte het porseleinfabriek. Van 1818 tot 1830 was het de residentie van de Russische Groothertog Constantijn., hij vluchtte na de Opstand van november 1830. Hij liet het nog in 1822 door Kubickie in classicistische stijl verbouwen.
Na de Eerste Wereldoorlog werd het de residentie van maarschalk Józef Piłsudski. Tijdens de Tweede Wereldoorlog werd het paleis herbouwd voor Hans Frank, gouverneur-generaal van het Generalgouvernement. Het werd ook gezien als een toekomstig Hitler-Residenz. Van 1945 tot 1952 was het de residentie van Bolesław Bierut en later werd het de residentie van de Raad van State. Van 1989 tot juli 1994 was het de officiële residentie van de Poolse president, maar het werd te klein gevonden voor dat doeleinde. Tegenwoordig bevindt zich er een museum over Józef Piłsudski in het paleis. Andere Poolse presidenten in het paleis hebben geresideerd waren Gabriel Narutowicz, Stanisław Wojciechowski en Lech Wałęsa.
Belvedèrepaleis · Kasteel Będzin · Bobolice · Chęciny ·  Groene Poort · Koninklijk Kasteel (Warschau) · Lublin · Łazienkipaleis · Łęczyca · Slot Mariënburg · Marywil · Myślewicki-paleis · Niepołomice · Nowy Sącz · Ogrodzieniec · Kazimierzpaleis ·Paleis onder het blikken dak · Piotrków Trybunalski · Koninklijk Paleis (Poznań) · Sandomierz · Sanok · Saksisch Paleis · Tykocin · Ujazdówkasteel · Wawel · Wilanówpaleis